# México (stat)
México este unul din cele 31 de state federale ale Mexicului. 

## Comunități umane importante
- Chalco
- Chimalhuacán
- Ciudad López Mateos (Atizapán de Zaragoza)
- Ciudad Nezahualcóyotl
- Cuautitlán Izcalli
- Ecatepec de Morelos
- Huixquilucan
- Ixtapaluca
- Los Reyes Acaquilpan (Los Reyes La Paz)
- Naucalpan (Naucalpan de Juárez)
- San Francisco Coacalco
- Tlalnepantla (Tlalnepantla de Baz)
- Toluca (Toluca de Lerdo)
- Valle de Bravo
- Villa Nicolás Romero
- Xico